# Ujjain (Distrikt)
Der Distrikt Ujjain (Hindi उज्जैन जिला) ist ein Distrikt des zentralindischen Bundesstaats Madhya Pradesh. Verwaltungs- und Wirtschaftszentrum ist die gleichnamige Großstadt Ujjain, die auch als eine der sieben heiligen Städte des Hinduismus gilt.

## Geographie
Der Distrikt Ujjain grenzt im Südwesten an den Distrikt Dhar und im Nordwesten an den Distrikt Ratlam; im Nordosten grenzt der Distrikt Agar Malwa an, im Osten der Distrikt Shajapur, im Südosten der Distrikt Dewas an und im Süden der Distrikt Indore. Der bedeutendste Fluss ist der Chambal. Weitere große Flüsse wie der Shipra durchqueren den Distrikt.
Der gesamte Distrikt liegt im Westen des Bundesstaats Madhya Pradesh auf dem von zahlreichen Flüssen durchzogenen Malwa-Plateau in Höhen um die 500 m. Die jährlichen Niederschlagsmengen liegen bei ca. 900 mm/Jahr, wovon jedoch ca. 90 % auf die sommerlichen Monsunmonate entfallen.

## Bevölkerung

### Einwohnerentwicklung
In den ersten Jahrzehnten des 20. Jahrhunderts wuchs die Bevölkerung bereits stark an. Trotz Seuchen, Krankheiten und Hungersnöten. Seit der Unabhängigkeit Indiens hat sich die Bevölkerungszunahme beschleunigt. Während die Bevölkerung in der ersten Hälfte des 20. Jahrhunderts um rund 84 % zunahm, betrug das Wachstum in den fünfzig Jahren zwischen 1961 und 2011 200 %. Die Bevölkerungszunahme zwischen 2001 und 2011 lag bei 16,12 % oder rund 276.000 Menschen. Offizielle Bevölkerungsstatistiken der heutigen Gebiete sind seit 1901 bekannt und veröffentlicht.
| Jahr      | 1901    | 1911    | 1921    | 1931    | 1941    | 1951    | 1961    | 1971    | 1981      | 1991      |
| Einwohner | 295.312 | 340.132 | 337.554 | 396.894 | 454.370 | 543.325 | 661.720 | 862.516 | 1.117.002 | 1.383.086 |

### Bedeutende Orte
Im Distrikt gibt nur acht Orte, die als Städte (towns und census towns) gelten. Dennoch ist der Anteil der städtischen Bevölkerung im Distrikt relativ hoch. Denn 779.213 der 1.986.864 Einwohner oder 39,22 % leben in städtischen Gebieten. Nebst dem Hauptort Ujjain mit 515.215 Einwohnern gibt es mit Nagda (100.039 Bewohner) eine weitere Stadt mit mehr als 100.000 Menschen. Die weiteren fünf Städte mit mehr als 10.000 Bewohnern sind:

### Bevölkerung des Distrikts nach Geschlecht
Der Distrikt hatte – für Indien üblich – stets mehr männliche als weibliche Einwohner. Doch in jüngster Zeit ist der Männerüberhang zurückgegangen. Bei den jüngsten Bewohnern (271.306 Personen unter 7 Jahren) liegen die Anteile bei 140.597 Personen männlichen (51,82 Prozent) zu 130.709 Personen (48,18 Prozent) weiblichen Geschlechts.
| Verteilung der Bevölkerung nach Geschlecht im Distrikt Ujjain |                   |                   |                   |                   |                   |                   |                   |                   |                   |                   |                   |                   |
|                                                               | Volkszählung 1961 | Volkszählung 1961 | Volkszählung 1971 | Volkszählung 1971 | Volkszählung 1981 | Volkszählung 1981 | Volkszählung 1991 | Volkszählung 1991 | Volkszählung 2001 | Volkszählung 2001 | Volkszählung 2011 | Volkszählung 2011 |
| Anzahl                                                        | Anteil            | Anzahl            | Anteil            | Anzahl            | Anteil            | Anzahl            | Anteil            | Anzahl            | Anteil            | Anzahl            | Anteil            |                   |
| GESAMT                                                        | 661.720           | 100 %             | 862.516           | 100 %             | 1.117.002         | 100 %             | 1.383.086         | 100 %             | 1.710.982         | 100 %             | 1.986.864         | 100 %             |
| Männer                                                        | 344.515           | 52,06 %           | 449.651           | 52,13 %           | 579.850           | 51,91 %           | 717.018           | 51,84 %           | 882.871           | 51,60 %           | 1.016.289         | 51,15 %           |
| Frauen                                                        | 317.205           | 47,94 %           | 412.865           | 47,87 %           | 537.152           | 48,09 %           | 666.068           | 48,16 %           | 828.111           | 48,40 %           | 970.575           | 48,85 %           |

### Volksgruppen
In Indien teilt man die Bevölkerung in die drei Kategorien general population, scheduled castes und scheduled tribes ein. Die scheduled castes (anerkannte Kasten) mit (2011) 523.869 Menschen (26,36 Prozent der Bevölkerung) werden heutzutage Dalit genannt (früher auch abschätzig Unberührbare betitelt). Die scheduled tribes sind die anerkannten Stammesgemeinschaften mit (2011) 48.730 Menschen (2,45 Prozent der Bevölkerung), die sich selber als Adivasi bezeichnen. Zu ihnen gehören in Madhya Pradesh 46 Volksgruppen. Mehr als 5000 Angehörige zählen die Bhil (35.117 Personen oder 1,77 % der Distriktsbevölkerung) und Gond (8298 Personen oder 0,42 % der Distriktsbevölkerung). Die Anteile der scheduled tribes schwanken von Tehsil zu Tehsil stark. Im Tehsil Badnagar gehören 16.823 Menschen oder 6,24 % der Einwohnerschaft zu den anerkannten Stammesgemeinschaften; dagegen im Tehsil Mahidpur nur 1918 Personen oder 0,74 % der Einwohnerschaft.

### Bevölkerung des Distrikts nach Bekenntnissen
Der Distrikt hat zwar eine deutliche hinduistische Mehrheit in allen Tehsils. Doch gibt es mit den Muslimen eine große und mit den Jainas eine kleinere Minderheit im Distrikt.
Es gibt bedeutende Unterschiede zwischen Stadt und Land. Unter der ländlichen Bevölkerung hat der Hinduismus einen Anteil von 93,71 % und es gibt nur kleine religiöse Minderheiten (Muslime 5,90 %); von den Stadtbewohnern sind 75,27 % Hindus und 20,78 % Muslime. In den beiden größten Städten Ujjain und Nagda sind 77,51 % Hindus und 18,88 % Muslime resp. 81,68 % Hindus und 14,58 % Muslime. Weit überdurchschnittliche Anteile an Muslimen haben die Städte Mahidpur (51,87 % der Bevölkerung), Khacharod (Khachrod) (28,76 % der Bevölkerung), Badnagar (26,72 % der Bevölkerung), Tarana (26,10 % der Bevölkerung) und Unhel (25,86 % der Bevölkerung). Die Jainas haben ihre Hochburg in Khacharod (Khachrod) (6,50 % der Bevölkerung). Die genaue religiöse Zusammensetzung der Bevölkerung zeigt folgende Tabelle:
| Jahr                                   | Buddhisten | Buddhisten | Christen | Christen | Hindus    | Hindus | Jainas | Jainas | Muslime | Muslime | Sikhs | Sikhs | Andere Religionen | Andere Religionen | keine Angaben | keine Angaben | Gesamt    | Gesamt   |
| Jahr                                   | Zahl       | %          | Zahl     | %        | Zahl      | %      | Zahl   | %      | Zahl    | %       | Zahl  | %     | Zahl              | %                 | Zahl          | %             | Zahl      | %        |
| -------------------------------------- | ---------- | ---------- | -------- | -------- | --------- | ------ | ------ | ------ | ------- | ------- | ----- | ----- | ----------------- | ----------------- | ------------- | ------------- | --------- | -------- |
| 2011                                   | 945        | 0,05       | 4659     | 0,23     | 1.718.204 | 86,48  | 24622  | 1,24   | 233.133 | 11,73   | 3241  | 0,16  | 211               | 0,01              | 1849          | 0,09          | 1.986.864 | 100,00 % |
| Quelle: Ergebnis der Volkszählung 2011 |            |            |          |          |           |        |        |        |         |         |       |       |                   |                   |               |               |           |          |

### Bevölkerung des Distrikts nach Sprachen
Die Bevölkerung des Distrikts Ujjain ist sprachlich recht einheitlich. Denn es sprechen 1.891.751 Personen (95,21 % der Bevölkerung) Hindi-Sprachen und -Dialekte. Unter den Hindi-Sprachen und -Dialekten dominiert Malvi knapp gegenüber Alltagshindi.
Doch gibt es bei der Verteilung von Malvi und Alltagshindi (Hindi) riesige Unterschiede in den einzelnen Tehsils. In fünf der 2011 sieben Tehsils des Distrikts spricht eine Bevölkerungsmehrheit Malvi. In den Tehsils Nagda und Tarana mit einer knappen Mehrheit; in den Tehsils Badnagar, Khach(a)rod und Mehidpur mit Anteilen zwischen 67,09 % und 80,51 %. In den beiden Tehsils Ghatiya (68,85 %) und Ujjain (74,58 %) sprach eine Bevölkerungsmehrheit Alltagshindi. Die anderen Sprachen werden meist von in den Städten wohnenden Zugewanderten gesprochen. 10.205 Personen oder 88,39 % aller Personen mit Gujarati als Muttersprache leben in der Stadt Ujjain. Ebenso 9923 oder 88,64 % aller Menschen mit Marathi und 7490 oder 95,01 % der Personen mit Sindhi als Muttersprache.
Einzige Ausnahme ist Urdu. Diese nahe mit dem Hindi verwandte Sprache ist die Hauptsprache der Muslime in Indien. Die höchsten Anteile im Distrikt erreicht sie in denjenigen Städten, in denen die Muslime die höchsten Anteile haben. Allerdings spricht nur knapp jeder vierte Muslim Urdu (56.312 Urdu unter 233.133 Muslimen). Die Mehrzahl der Anhänger des Islams im Distrikt spricht Malvi und Alltagshindi, was für indische Verhältnisse ungewöhnlich ist. Hochburgen von Urdu sind die Städte Mahidpur (30,71 % der Bevölkerung), Khacharod (Khachrod) (8,67 % der Bevölkerung) und Badnagar (4,17 % der Bevölkerung). Die meistgesprochenen Sprachen zeigt die folgende Tabelle:
| Jahr                                   | Malvi   | Malvi | Hindi   | Hindi | Urdu   | Urdu  | Gujarati | Gujarati | Marathi | Marathi | Sindhi | Sindhi | Gesamt    | Gesamt   |
| Jahr                                   | Zahl    | %     | Zahl    | %     | Zahl   | %     | Zahl     | %        | Zahl    | %       | Zahl   | %      | Zahl      | %        |
| -------------------------------------- | ------- | ----- | ------- | ----- | ------ | ----- | -------- | -------- | ------- | ------- | ------ | ------ | --------- | -------- |
| 2011                                   | 945.338 | 47,58 | 939.750 | 47,30 | 56.312 | 28,34 | 11.546   | 0,58     | 11.195  | 0,56    | 7883   | 0,40   | 1.986.864 | 100,00 % |
| Quelle: Ergebnis der Volkszählung 2011 |         |       |         |       |        |       |          |          |         |         |        |        |           |          |

## Wirtschaft
Der Distrikt Ujjain ist in sehr hohem Maße landwirtschaftlich geprägt, wobei auch Wanderarbeiter bis in die heutige Zeit eine nicht unwichtige Rolle spielen. In den größeren Städten gibt es Geschäfte, Handwerksbetriebe und Kleinindustrie sowie Banken, Hospitäler und weiterführende Schulen.

## Verkehr
Viele Dörfer sind über Buslinien an das regionale Verkehrsnetz angeschlossen. Hinzu kommen als überregionale Straßenverbindungen mehrere National Highways und State Highways. Die Stadt Ujjain ist ein Eisenbahnknoten mit Eisenbahnlinien in alle Landesteile von Indien. Auf dem Gebiet des Distrikts gibt es an den verschiedenen Linien insgesamt 24 Bahnhöfe.

## Verwaltungsgliederung
Der Distrikt ist in die elf Tehsils Badnagar, Ghatiya, Jharda (nach 2011 entstanden), Khach(a)rod, Makdone (nach 2011 entstanden), Mehidpur, Nagda, Tarana, Ujjain Kothi Mahal (nach 2011 entstanden), Ujjain Rural (nach 2011 entstanden) und Ujjain Urban (nach 2011 entstanden) gegliedert. Der Distrikt bestand (laut District Census Hand Book) bei der letzten Volkszählung 2011 aus acht Städten und 1106 bewohnten Dörfern mit acht Stadtverwaltungen und 609 Dorfverwaltungen.

## Geschichte
Die archäologische Geschichte des Malwa-Plateaus reicht bis ans Ende der Jungsteinzeit zurück. Im Mahabharata-Epos wird Ujjayani wiederholt als Hauptstadt des großen und mächtigen Avanti-Königreiches erwähnt. Der Maurya-Kaiser Ashoka (reg. 268–232 v. Chr.) soll hier zeitweise residiert haben. Die Region gehörte vom 4. bis. 6. Jahrhundert zum Guptareich; danach zum Reich der Rashtrakuta und der Paramara. Im 13. Jahrhundert begann das Vordringen des Islam in der Region, welches mit der Einnahme Ujjains durch Iltutmish (reg. 1211–1236), den Sultan von Delhi, im Jahr 1234 vorläufig endete. Nach der Schlacht von Panipat im Jahr 1526 übernahmen die Moguln die Macht über ganz Nordindien, die sie nach dem Tod Aurangzebs (1707) jedoch schnell verloren und an die Marathen abtreten mussten. Seit dem Jahr 1818 stand das Gebiet unter britischer Kontrolle. Nach der Unabhängigkeit Indiens (1947) bzw. nach der Gebietsreform des Jahres 1956 kam das Gebiet zum damals neu geschaffenen Bundesstaat Madhya Pradesh.

## Sehenswürdigkeiten
Die fruchtbare Region um Ujjain gehört zu den Entstehungs- und Kerngebieten des Hinduismus; mittelalterliche Hindutempel und Skulpturen sind jedoch infolge der Zerstörungen durch den Islam eher selten. Der Mahakaleshwar-Tempel in der heiligen Stadt Ujjain wird als Sitz eines der 12 Jyotirlingas verehrt; hier findet alle 12 Jahre ein Kumbh-Mela-Fest statt, in welches auch andere Tempel der Stadt einbezogen werden. In Ujjain steht auch eines von insgesamt drei erhaltenen Jantar-Mantar-Observatorien des Rajputen-Fürsten und mehrmaligen Gouverneurs von Malwa Jai Singh II. Sehenswert ist zudem Kaliadeh Palace am Ufer des Shipra in Ujjain.

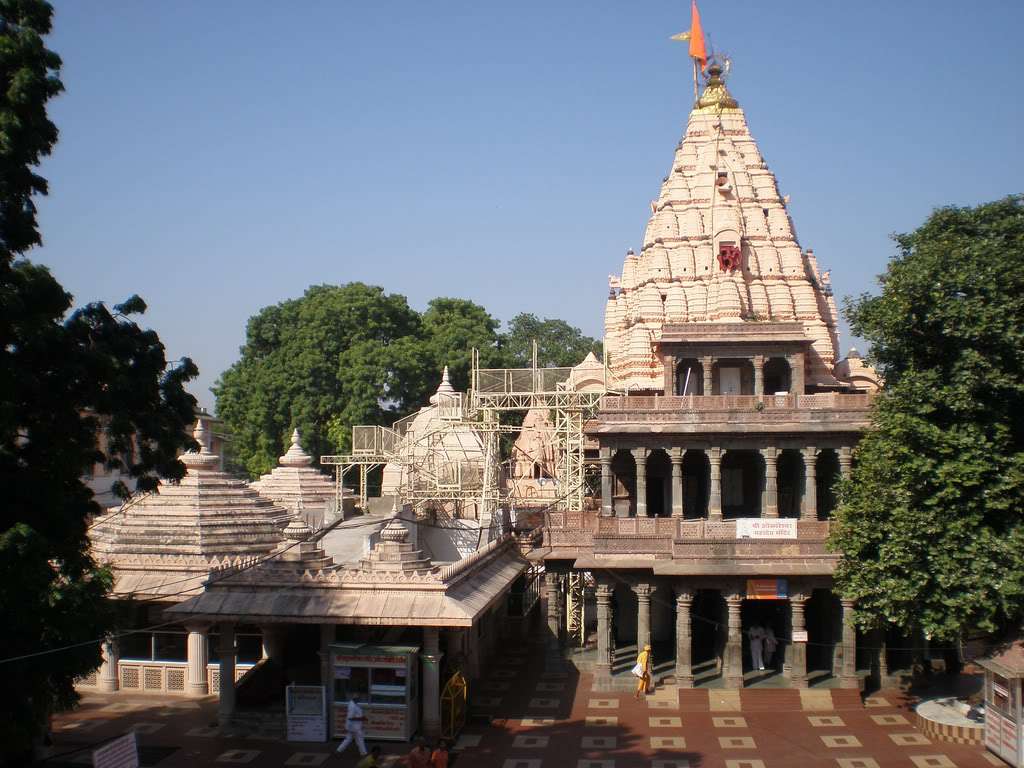
Ujjain – Mahakaleshwar-Tempel
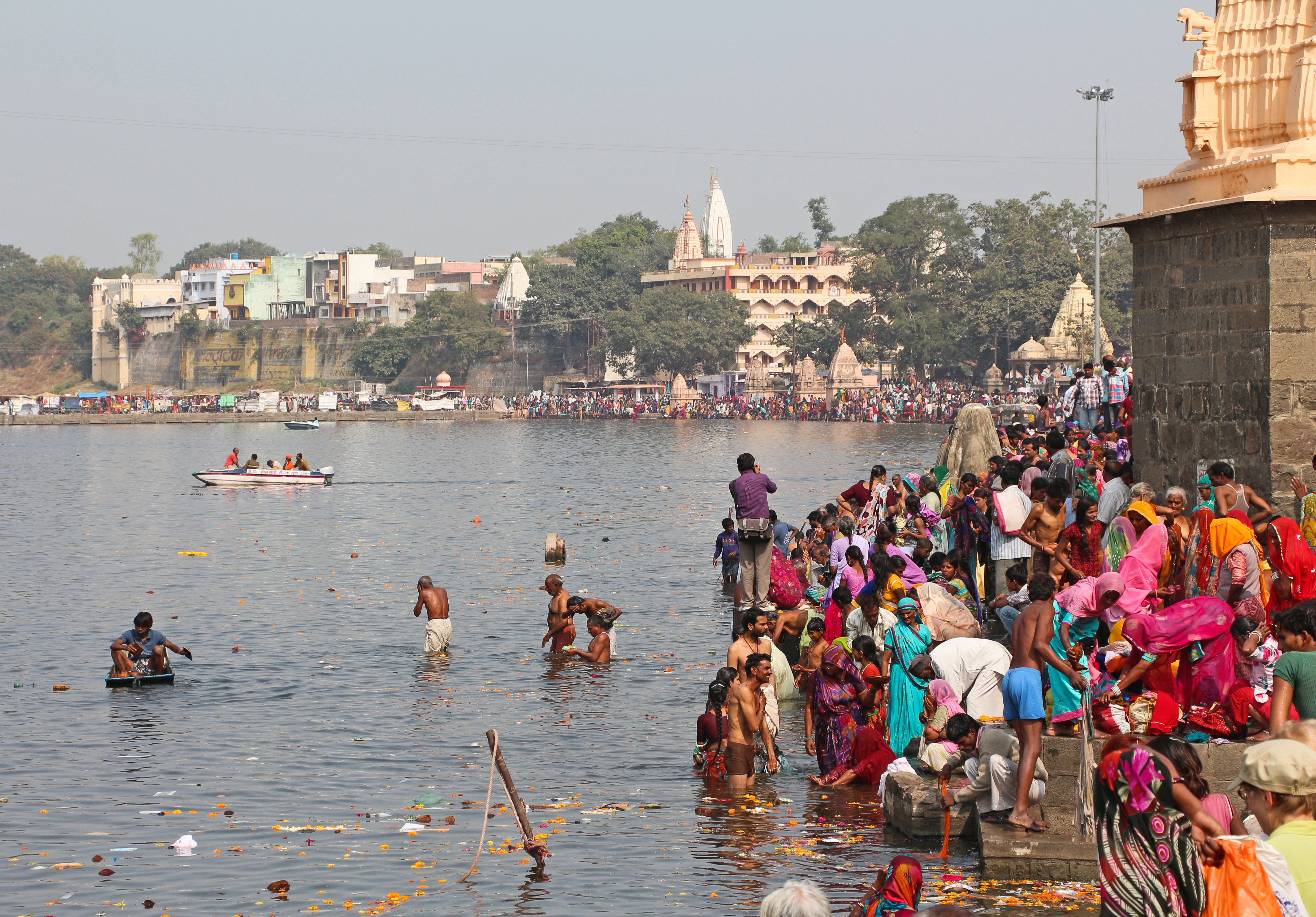
Ujjain – Ram Ghat
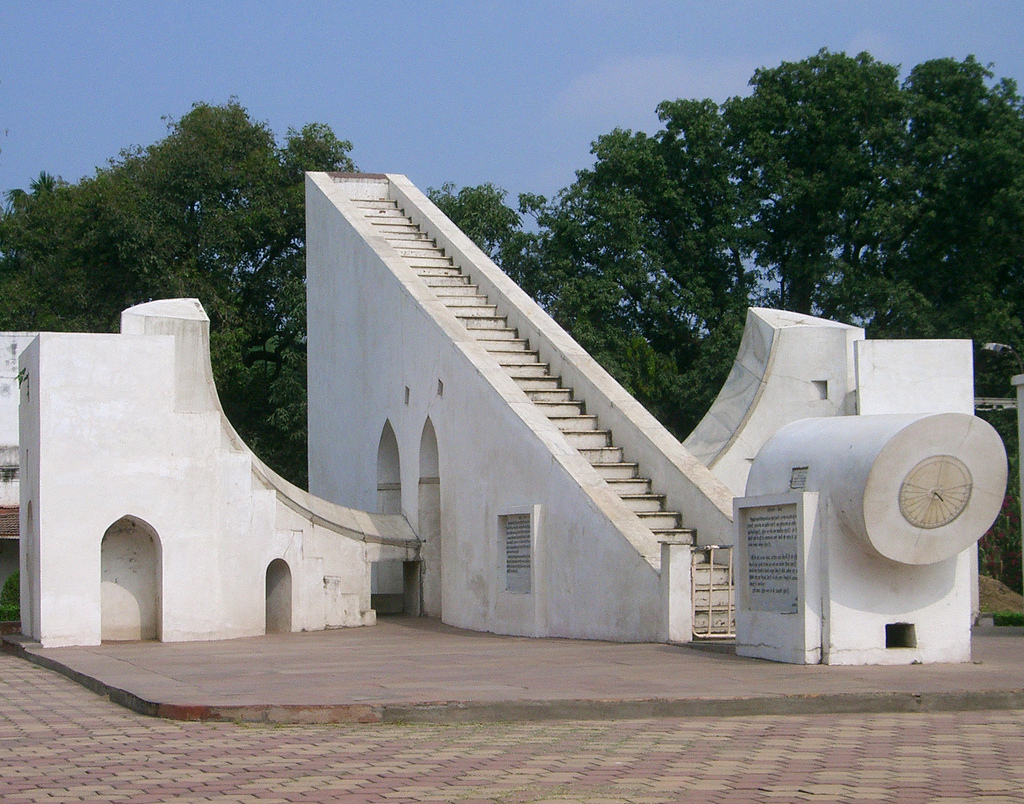
Ujjain – Jantar Mantar
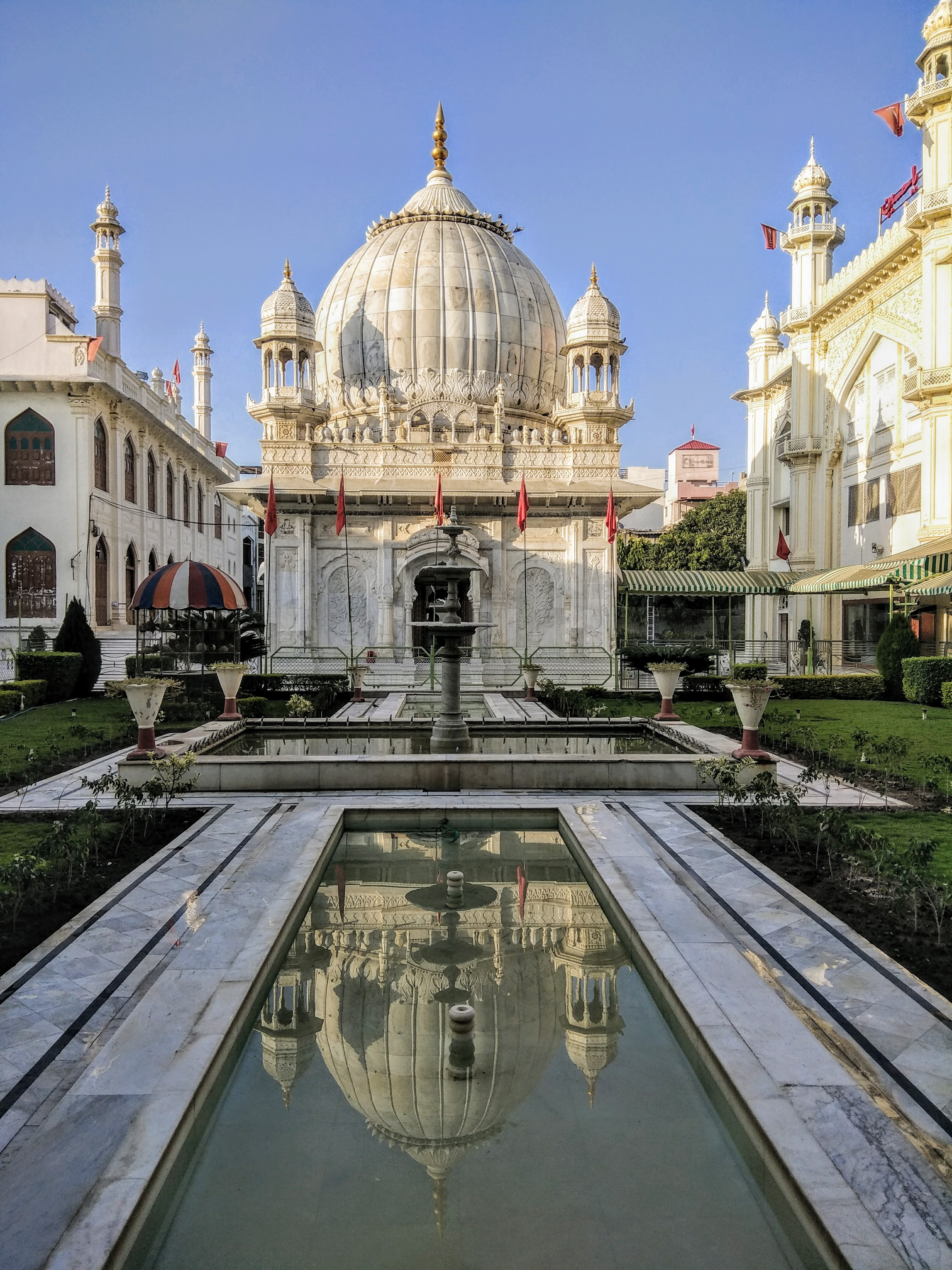
Mazar e Najmi in Ujjain